# 仙北市
仙北市（日语：／ Senboku shi */?）是位於日本秋田縣東部的市，也是縣內面積第三大的市。日本水深最深的湖泊田澤湖約坐落在市內的中心地帶。仙北市在中世紀為戶澤氏的領地，至江戶時代則由佐竹氏及佐竹北家負責治理。位於西南部的角館因保留著江戶時代的武家屋敷，因此於近代被指定為日本的重要傳統的建造物群保存地區，並且有「陸奧的小京都」之稱。而仙北市內也擁有相當豐富的溫泉資源，其中位於北部的玉川溫泉為全世界除北投溫泉外唯一有蘊藏北投石的溫泉。

## 地理

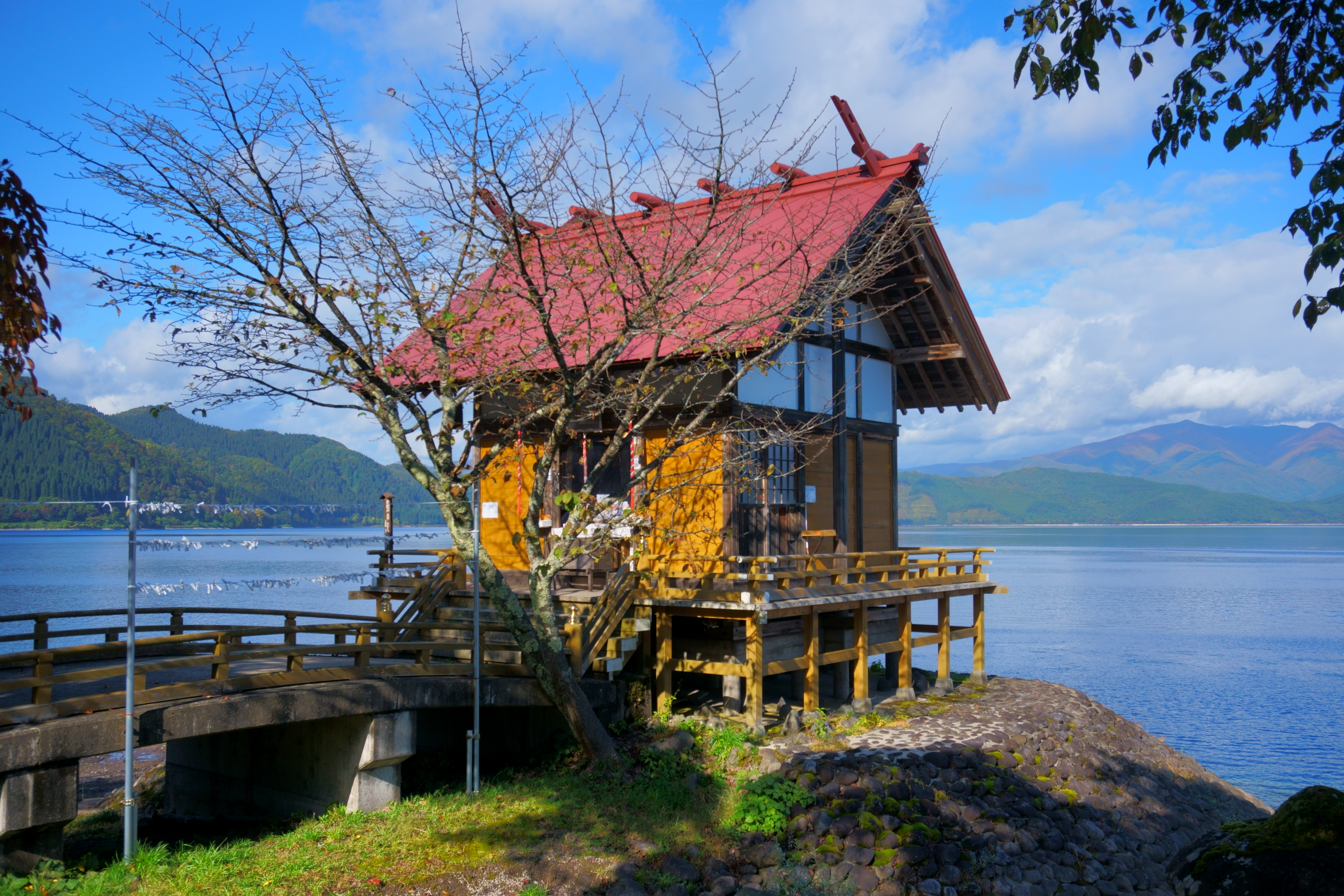
田澤湖岸邊的漢槎宮

仙北市為秋田縣內面積第三大的市，約占該縣總面積的9.4%；市內則約80%的面積被森林覆蓋。轄區東邊坐落著秋田駒岳，北邊為八幡平，南部則面向仙北平原。中央地帶坐落著日本水深最深的湖泊田澤湖。田澤湖東部的部分地區則位於十和田八幡平國立公園的範圍內。位於北部和東部海拔1000公尺以上的山岳間湧出多處溫泉，並形成乳頭溫泉鄉、水澤溫泉鄉、田澤湖高原溫泉鄉與八幡平溫泉鄉等。其中位於北部的玉川溫泉為全世界除北投溫泉外唯一有蘊藏北投石的溫泉，而北投石則於20世紀初被指定為日本的天然紀念物。玉川與檜木内川等河皆流經市內，並在南邊的大仙市注入雄物川。

### 氣候

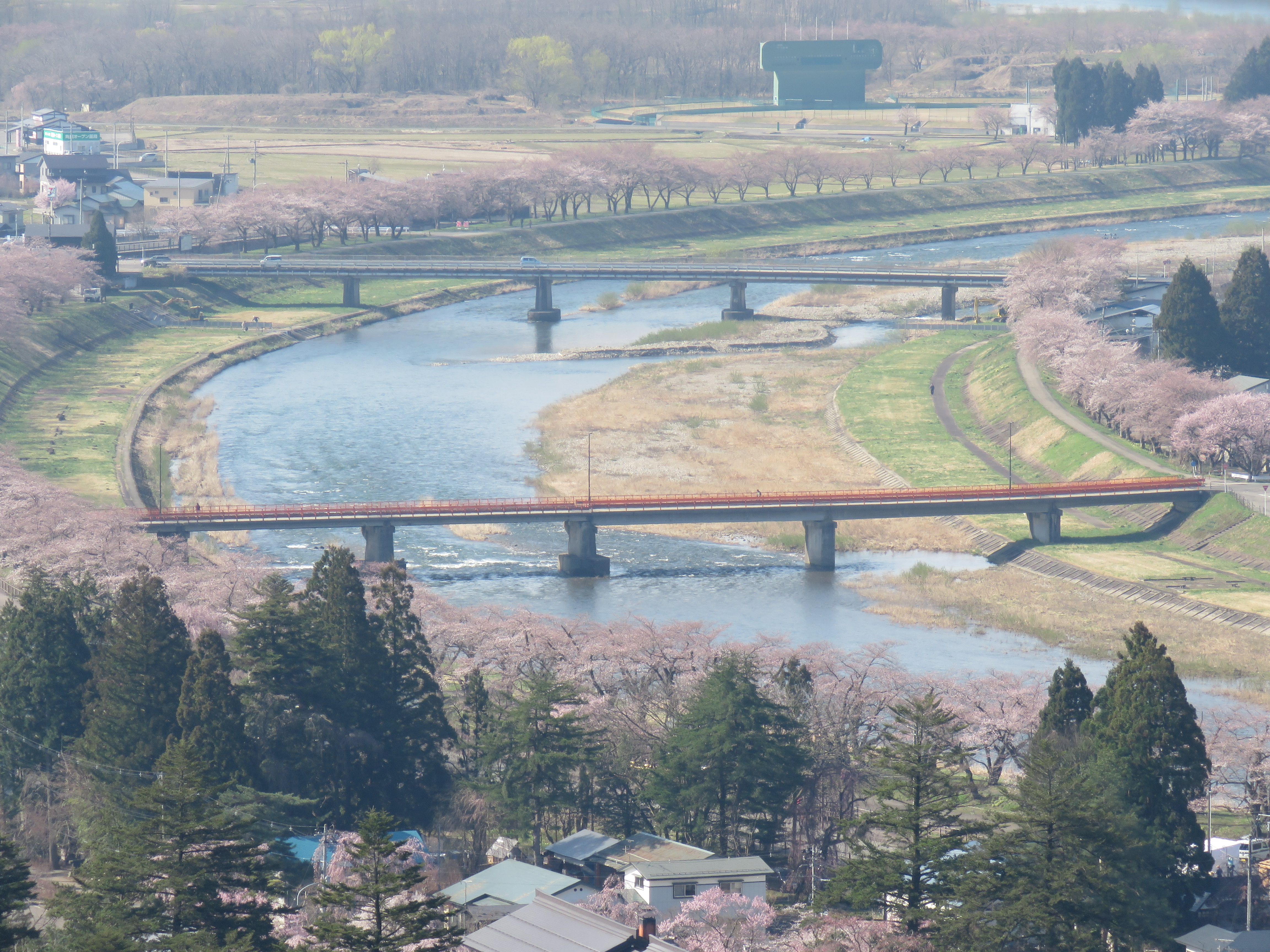
角館與檜木内川

由於仙北市的轄區相當寬廣，因此北部與南部地區的氣溫和降雨量皆有差異。根據統計，1981年至2010年，田澤湖地區與角館地區的年均溫分別為9.5℃與10.5℃，年均降雨量則各為2087.8毫米與2100.5毫米。而市內除舊角館町外的地區皆被指定為特別豪雪地帶。

## 歷史
仙北市自古時便有人類居住，位於田澤湖附近的西明寺地區曾發掘出竪穴式住居的遺跡，並出土過許多石器與土器；角館地區則分布著諸多繩紋時代的遺跡。鎌倉時代，戶澤氏於安貞2年（1228年）在現今的西木町門屋地區興建城堡，並於應永30年（1428年）在角館的小松山地區設置城館。同時戶澤氏的勢力也在應永年間逐漸擴大。天正18年（1590年），戶澤氏因參與小田原之戰而受豐臣秀吉承認為出羽國仙北地區的大名，並將該區在內的北浦郡4萬4千石封給繼任家督的戶澤盛安之弟戶澤光盛作為安堵。
慶長7年（1602年），戶澤氏第20代家督戶澤政盛因在關原之戰中立下戰功，而被德川家康提升為譜代大名，並移封至常陸國茨城郡共4萬石。同時佐竹義宣之弟蘆名義廣則獲封角館地區共1萬5千石，但之後蘆名氏僅歷經3代便滅亡。因此角館地區於明曆2年（1656年）改由佐竹義隣治理，並由佐竹北家統治當地至明治維新時期。佐竹北家在統治期間利用田澤湖的湖水進行新田開墾與林業改革，並使當地逐漸變成馬匹的產地。而蘆名氏在角館興建的城下町因保留著江戶時代的武家屋敷，因此於近代被指定為日本的重要傳統的建造物群保存地區。此外角館因擁有與京都相似的街道景觀而有「陸奧的小京都」之稱，同時也作為東北地方的賞櫻勝地之一。

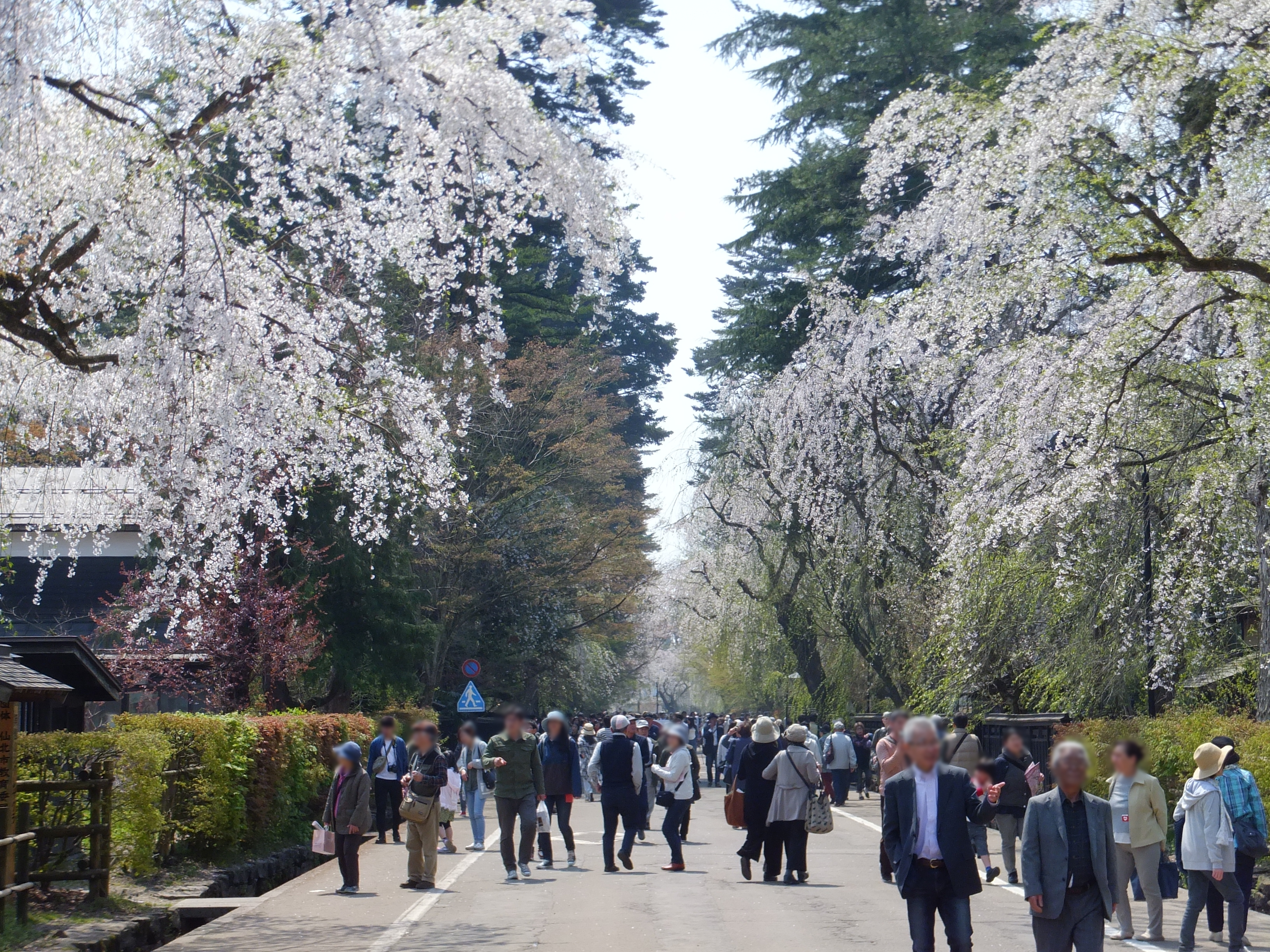
武家屋敷通

明治22年（1889年），日本實施町村制，並在境內設置生保內村、神代村、田澤村、角館町、中川村、雲澤村、白岩村、西明寺村與檜木内村。昭和28年（1953年），生保內村改制成生保内町。昭和30年（1955年）3月，角館町與中川村、雲澤村與白岩村合併成角館町。昭和31年（1956年）9月，生保內町、田澤村與神代村和合併成田澤湖町；同時西明寺村也與檜木內村合併成西木村。平成17年（2005年）9月20日，角館町、田澤湖町與西木村合併成現今的仙北市。
昭和58年（1983年）5月26日的日本海中部地震與2011年3月11日的日本東北地方太平洋近海地震皆在仙北市引發震度4的地震。

## 行政
現任市長田口知明於2021年10月在選舉中當選，其任期將持續至2025年10月。

## 人口
仙北市的總人口數自1980年開始便逐年減少，至2020年的日本國勢調查時為24,610人，並預估2050年將降低至1萬人以下。而根據統計，2020年當地的高齡人口占比為42.8%，預計2040年將超過50%。
| 仙北市人口分布圖 |                                               |  |
| 仙北市與日本全國年齡別人口分布比較圖 （2005年資料） | 仙北市的年齡、男女別人口分布圖 （2005年資料） |  |
| ■紫色是仙北市 ■綠色是全国 | ■藍色是男性 ■紅色是女性                       |  |
| 仙北市人口變化 \| 1970年 \| 39,216人 \| \| \| 1975年 \| 38,830人 \| \| \| 1980年 \| 39,098人 \| \| \| 1985年 \| 38,348人 \| \| \| 1990年 \| 36,297人 \| \| \| 1995年 \| 34,945人 \| \| \| 2000年 \| 33,565人 \| \| \| 2005年 \| 31,868人 \| \| \| 2010年 \| 29,568人 \| \| \| 2015年 \| 27,523人 \| \| \| 2020年 \| 24,610人 \| \| |                                               |  |
| 資料來源：日本總務省統計中心提供之人口普查數據 |                                               |  |
| 1970年 | 39,216人                                      |  |
| 1975年 | 38,830人                                      |  |
| 1980年 | 39,098人                                      |  |
| 1985年 | 38,348人                                      |  |
| 1990年 | 36,297人                                      |  |
| 1995年 | 34,945人                                      |  |
| 2000年 | 33,565人                                      |  |
| 2005年 | 31,868人                                      |  |
| 2010年 | 29,568人                                      |  |
| 2015年 | 27,523人                                      |  |
| 2020年 | 24,610人                                      |  |

## 經濟
根據日本2015年的國勢調查統計，仙北市的就業人口中約14.1%從事第一級產業，25.2%的就業人口從事第二級產業，其餘的60.7%則從事第三級產業。當地的農業以生產稻米「秋田小町」、大豆、毛豆與日本果實最大的西明寺栗等農作物為主，並且種植豬牙花等花卉。而市內的農業近年來也面臨就業人口短缺與高齡化等問題。

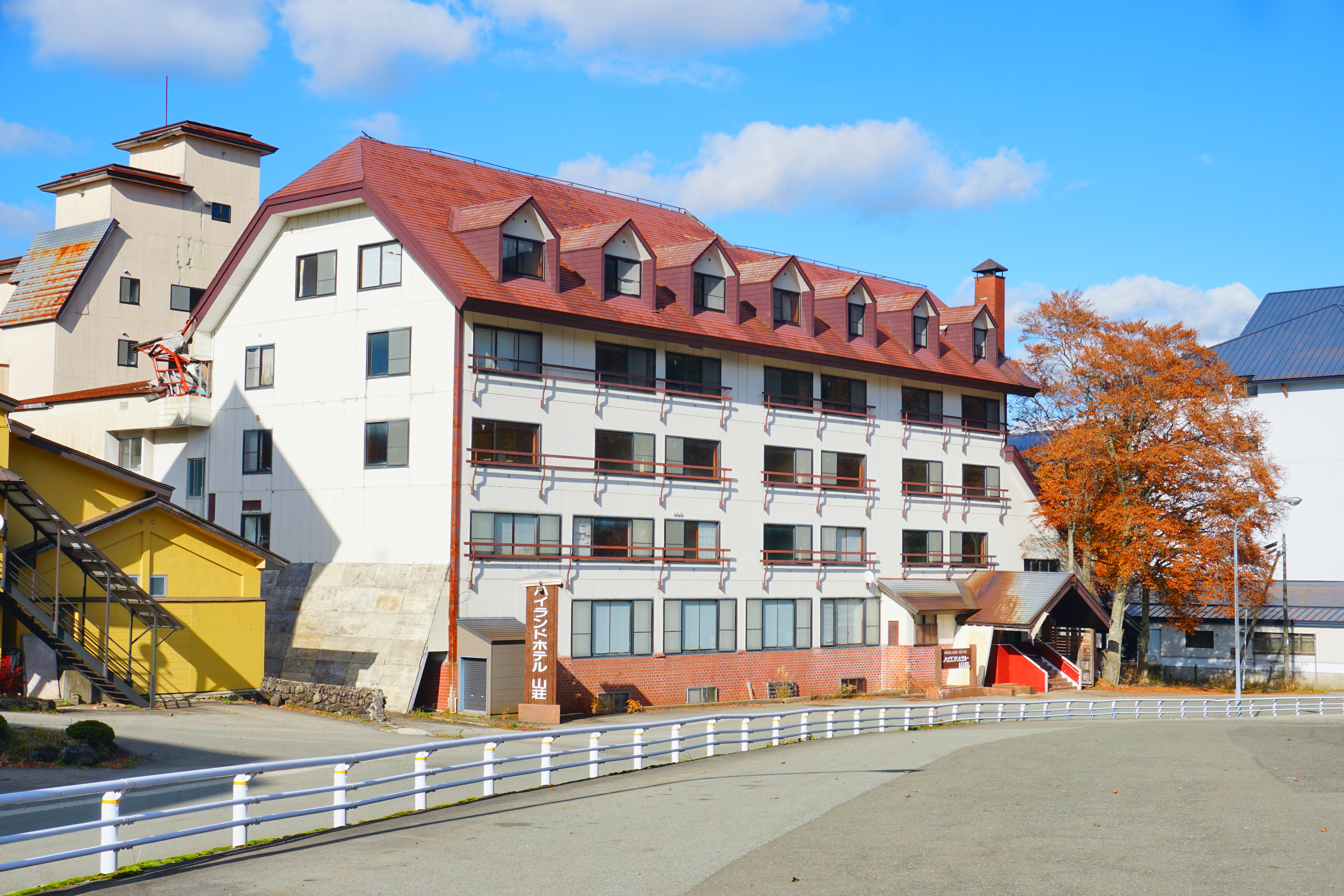
田澤湖高原溫泉鄉的旅館

由於仙北市內擁有諸多溫泉鄉、角館、田澤湖與武家屋敷通等自然景點與歷史建物，因此吸引許多遊客前來。根據統計，1996年至2019年，當地每年約有328.9萬至571.4萬名遊客到訪。2020年因受到嚴重特殊傳染性肺炎疫情的影響而下降至約183.5萬人，至2023年則恢復至310.1萬人。

## 教育
仙北市內共有6所小學校、5所中學校與1所高等學校（秋田縣立角館高等學校）。根據2021年的統計，市內共有917名小學生與583名中學生。

## 交通

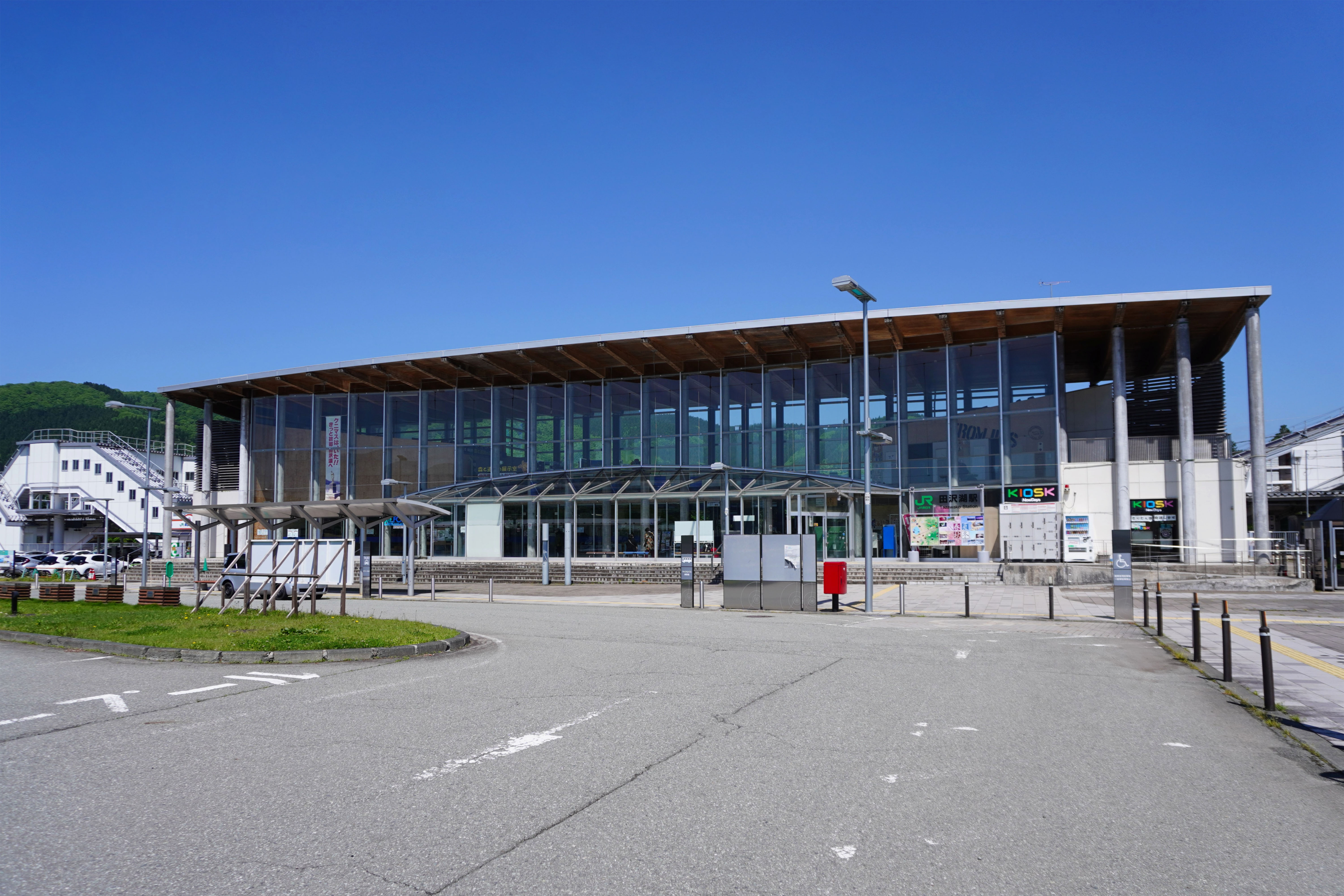
田澤湖站

國道46號穿越仙北市的南部地帶，國道341號與國道105號則分別通過轄區的中央與西部地區，並在西南部的角館地區相互交會。鐵路方面，東日本旅客鐵道的田澤湖線、秋田新幹線和秋田內陸縱貫鐵道的秋田內陸線皆通過仙北市。位於轄區東部的田澤湖站為田澤湖線與秋田新幹線共同使用的車站，坐落於西南部的角館站則為上述2條鐵路及秋田內陸線共用的車站。田澤湖線在市內另設生田站、神代站與刺卷站，秋田內陸線則行經西部地區，並由南往北設置西明寺站、八津站、松葉站、上檜木内站、戶澤站等共9座車站。

## 友好城市
仙北市與以下日本行政區為友好城市:
| 市町村     | 都道府縣 | 締結日期      |
| ---------- | -------- | ------------- |
| 大村市     | 長崎縣   | 1979年7月18日 |
| 常陸太田市 | 茨城縣   | 1998年        |

## 外部連結
- 仙北市公所（页面存档备份，存于）